# Église Saint-Pierre de Bordeaux

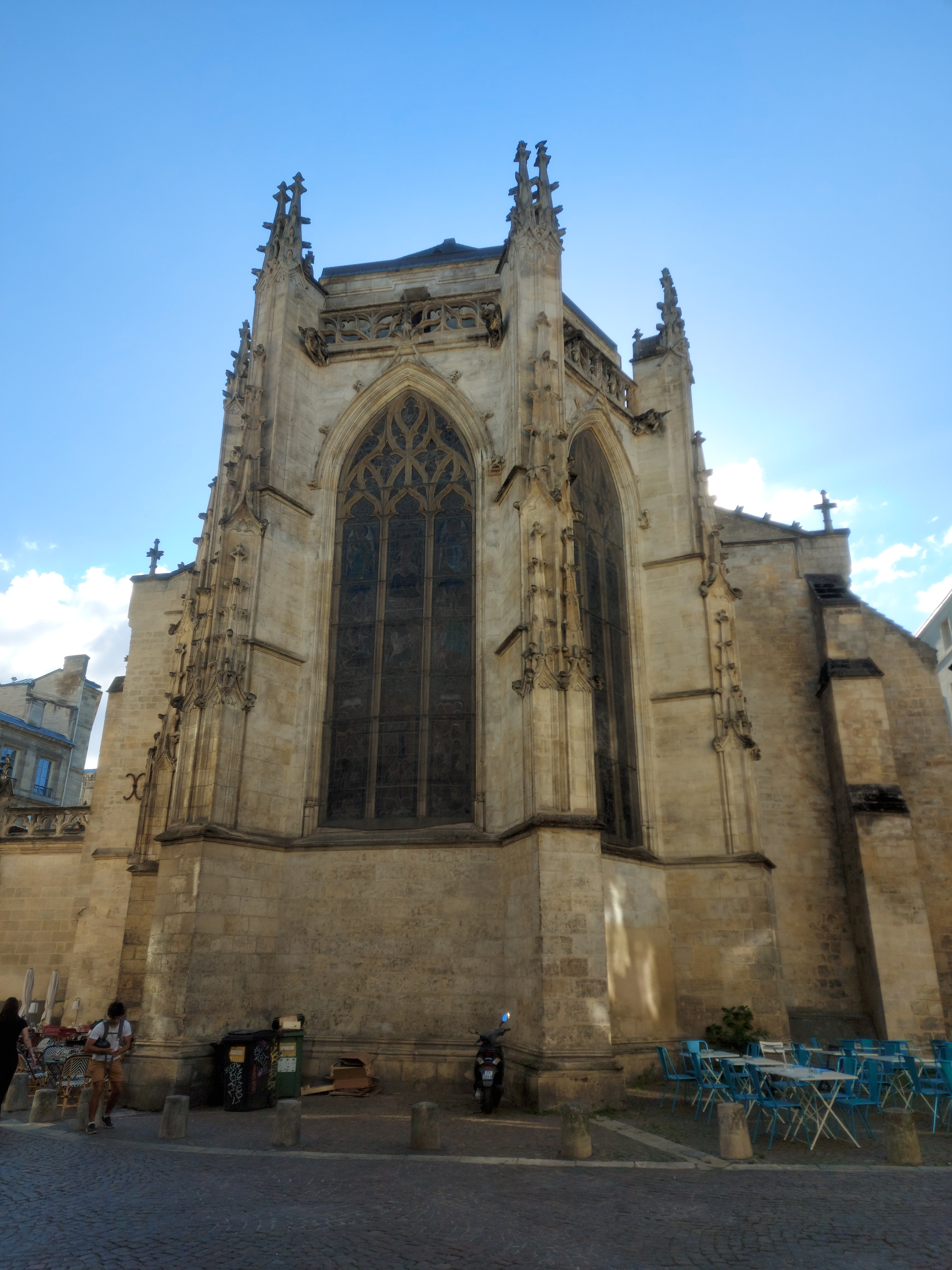
Vue arrière de l'église à partir d'une rue adjacente

Pour les articles homonymes, voir Église Saint-Pierre.
L'église Saint-Pierre est une église catholique située à Bordeaux, en France.

## Localisation
L'église est située dans le département français de la Gironde, sur la commune de Bordeaux, place Saint-Pierre.

## Historique
L'église Saint-Pierre a été édifiée dans la partie orientale de la cité, à proximité de la Devèze, non loin de sa confluence avec la Garonne. Cette proximité avec le port antique indique sa fonction d'église de Port. Grégoire de Tour  la cite dans un épisode miraculeux de l'apparition de saint Étienne dans les eaux de la Garonne  pendant l’épiscopat de Bertechramnus (540/623). Il la décrit comme "un autel surélevé dominant une crypte munie d'une porte ayant son autel avec des reliques de saints… basilique de port et basilique de porte". Ce sont les seules attestations de l'église paléochrétienne.
Au Moyen Âge à la suite de l'envasement de la Devèze le quartier va peu à peu être urbanisé. La présence sur sa paroisse du château ducal de l'Ombrière en fait un lieu central de la ville médiévale.
Une bulle d'Alexandre III de 1173 la place sous la tutelle du chapitre de Saint André, en 1262 une nouvelle mention dans les textes nous apprend l'existence de la place Saint-Pierre ainsi que le port du même nom.
À partir de 1358 elle va être reconstruite entièrement sous l'impulsion du Pape Clément V. La reconstruction s'étendra du milieu du XIVe à la fin du XVe siècle.
L'ensemble de l'édifice a été restructuré en 1882.
L'édifice est classé au titre des monuments historiques en 1908.
En novembre 1977 un incendie se déclare dans l'édifice et ravage le choeur, conduisant au démantèlement du maître-autel ainsi que de l'orgue. Ce tragique événement donne lieu à une campagne de restauration visant à rétablir l'intégrité structurelle des voutes du choeur et rendre aux vitraux, noircis et grandement dégradés par la chaleur des flammes, leur état d'origine.

## Vie paroissiale
L'église Saint-Michel, l'église Saint-Pierre, l'abbatiale Sainte-Croix, l'église Saint-Paul et l'église Saint-Éloi forment le secteur pastoral du Port, regroupé en une paroisse confiée en 2009 à la Communauté du Chemin-Neuf. L'église Saint-Paul reste toutefois gérée par les Dominicains ; quant à l'église Saint-Éloi, elle est gérée par l'Institut du Bon-Pasteur.

## Vitraux
Au centre du chœur se trouve un vitrail représentant une reine blanche avec à ses pieds deux esclaves noirs enchaînés. Il a été réalisé par Joseph Villiet vers 1860. 

## Galerie

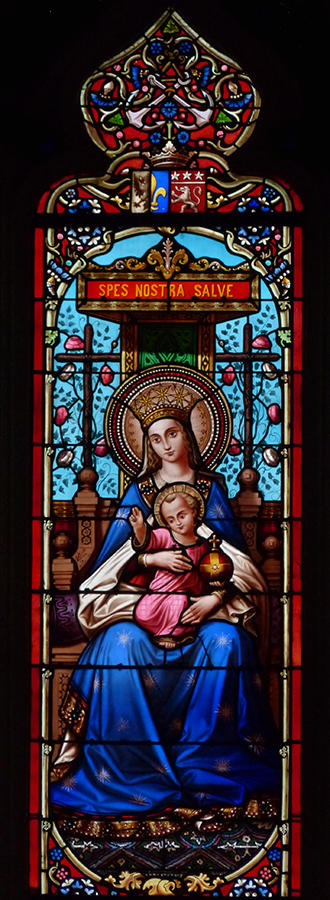
Vitrail de la Vierge à l'enfant - derrière l'autel

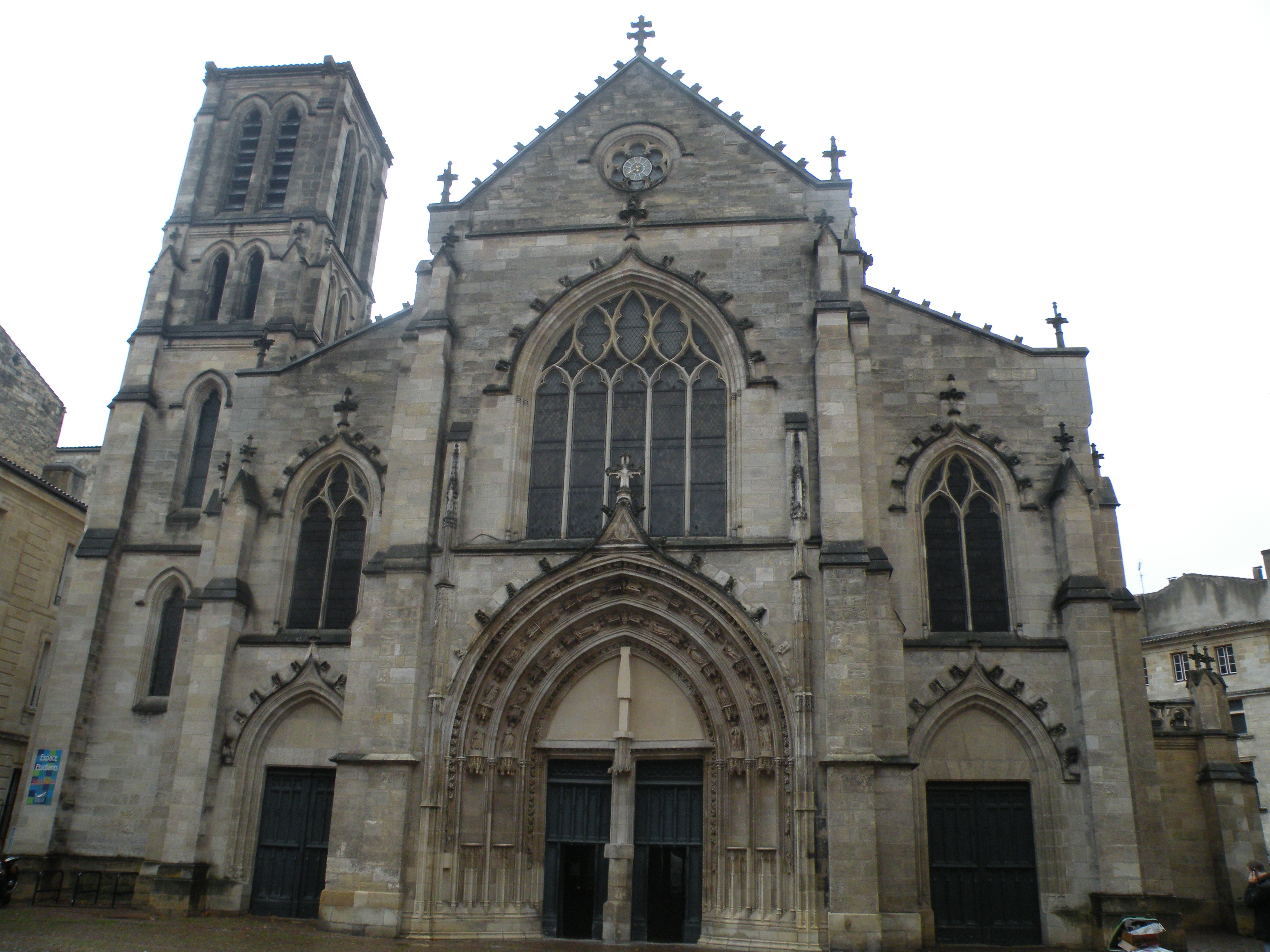
Façade
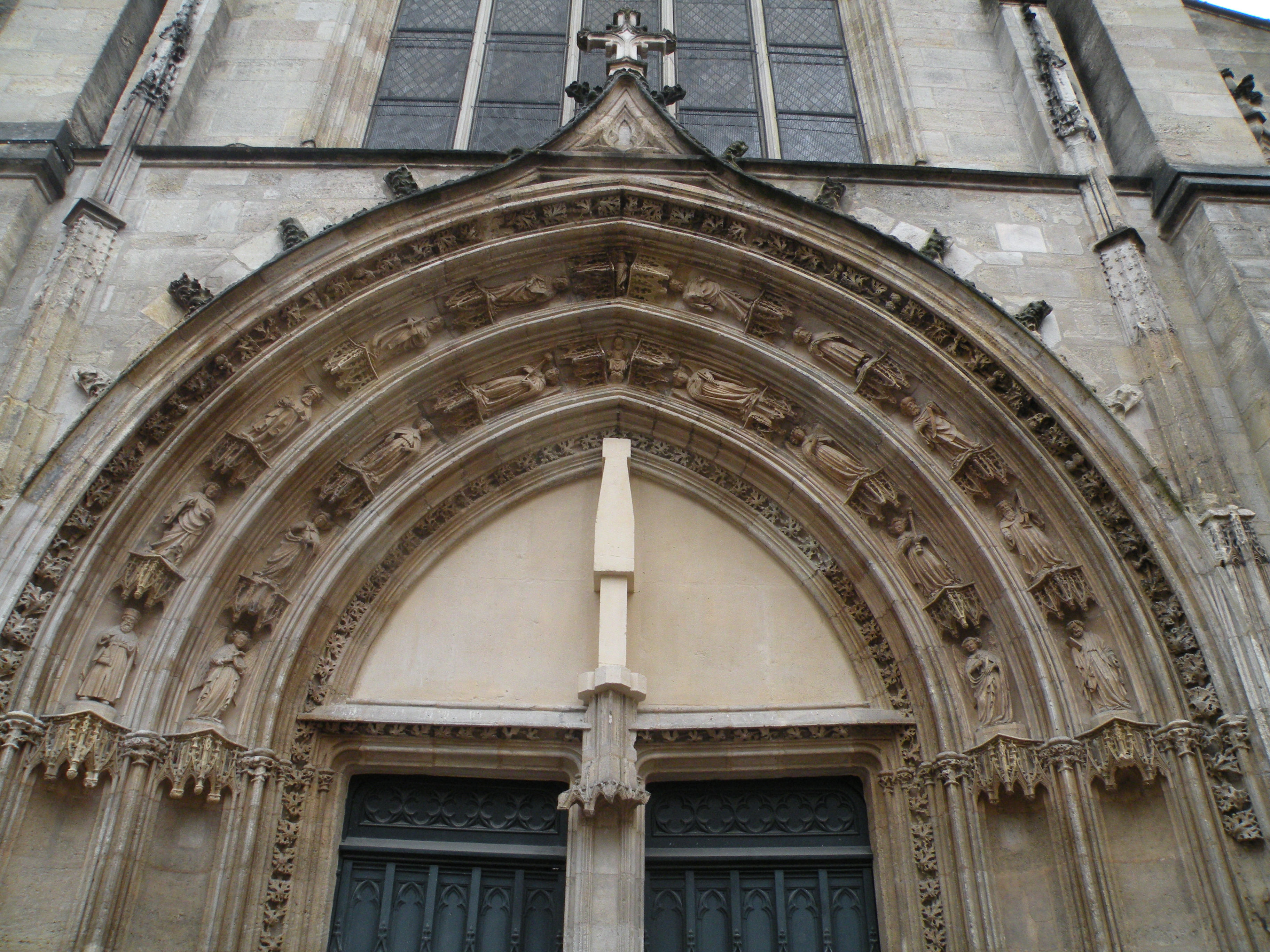
Portail
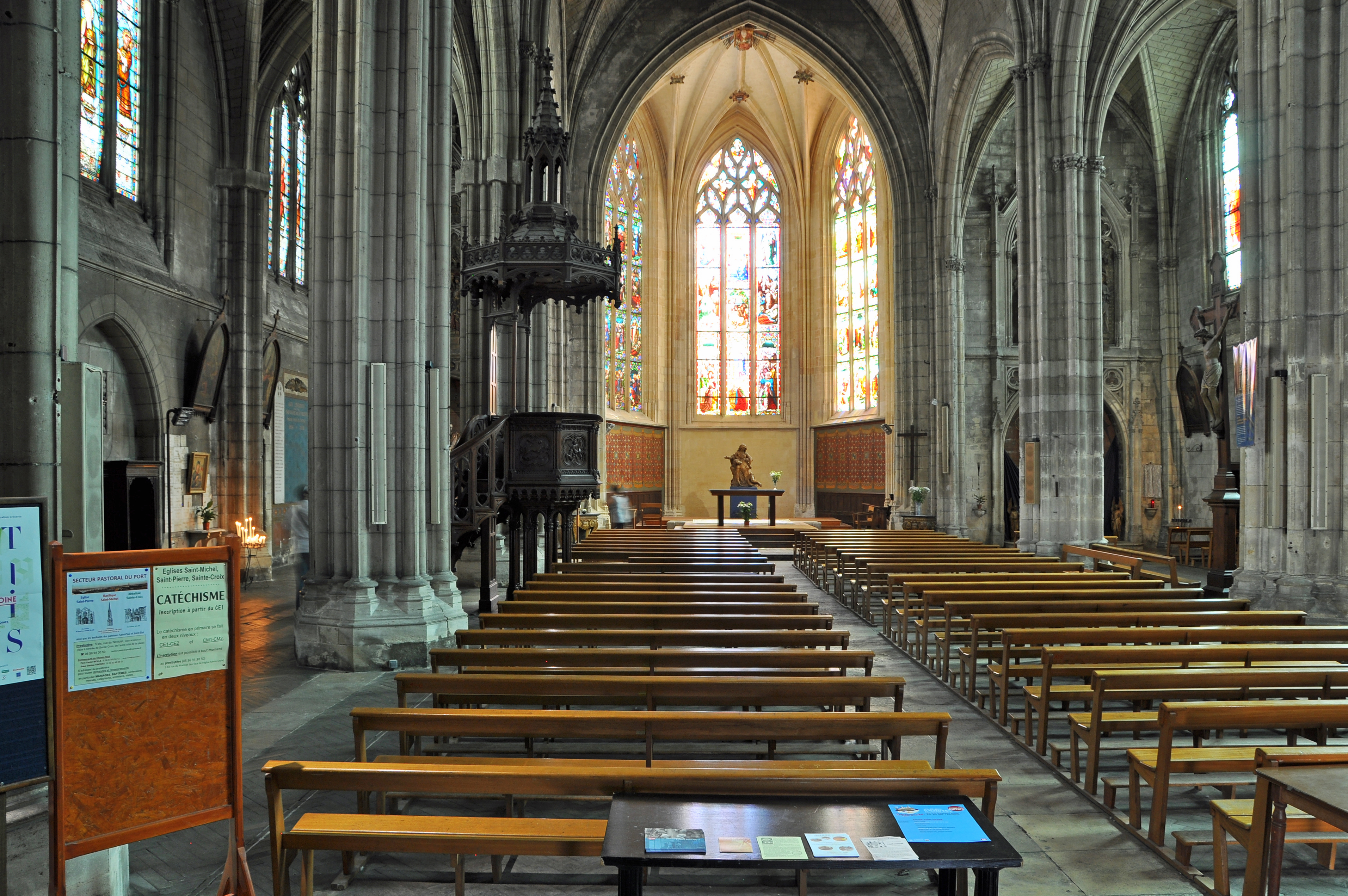
Nef
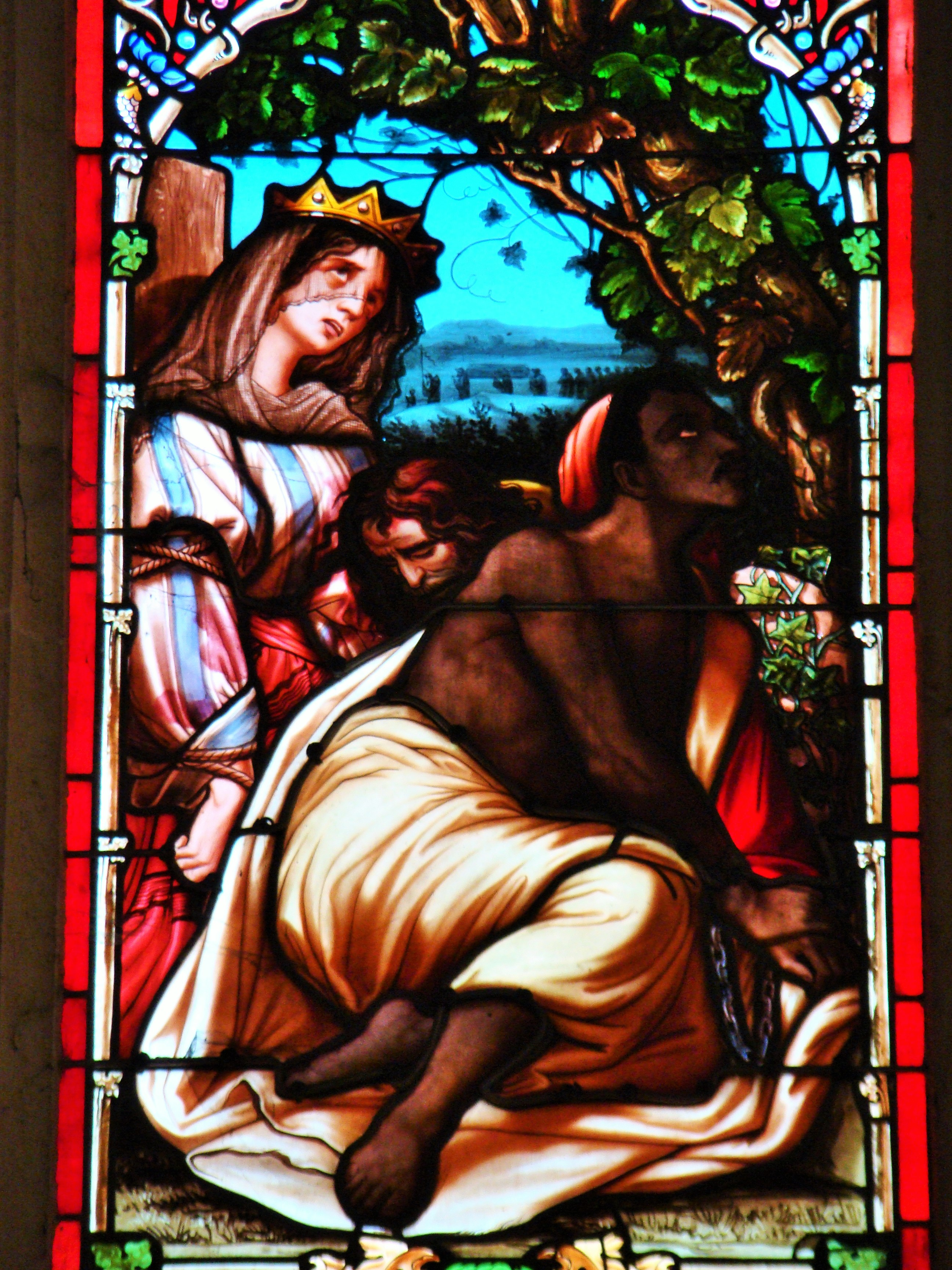
Vitrail central